# Werner Polón
Karl Werner Polón (né le 26 février 1863 à Hollola – mort le 23 janvier 1906 à Helsinki) est un architecte finlandais.

## Ouvrages
- Séminaire de Raahe (1899)
- Lycée de Jyväskylä (1902)
- Meritullinkatu 10b - Rauhankatu 4, Helsinki (1914)[2]
- Välikatu 1 - Kristianinkatu 5, Helsinki (1903)[3]
- Kalevankatu 7, Helsinki (1903)[4],[5]
- Annankatu 19 - Lönnrotinkatu 7, Helsinki (1905)[4],[6]
- Kalevankatu 16, Helsinki (1903)[4],[7].
- Yrjönkatu 28, Helsinki (1903)[4],[8]
- "Lietzén", Kauppiaankatu 11, Helsinki (1905)[4],[9]
- "Panu", Kruunuvuorenkatu 3, Helsinki (1903)[4],[10]
- "Melior" Telakkakatu 1 - Speranskintie 3, Helsinki[4],[11]

## Galerie

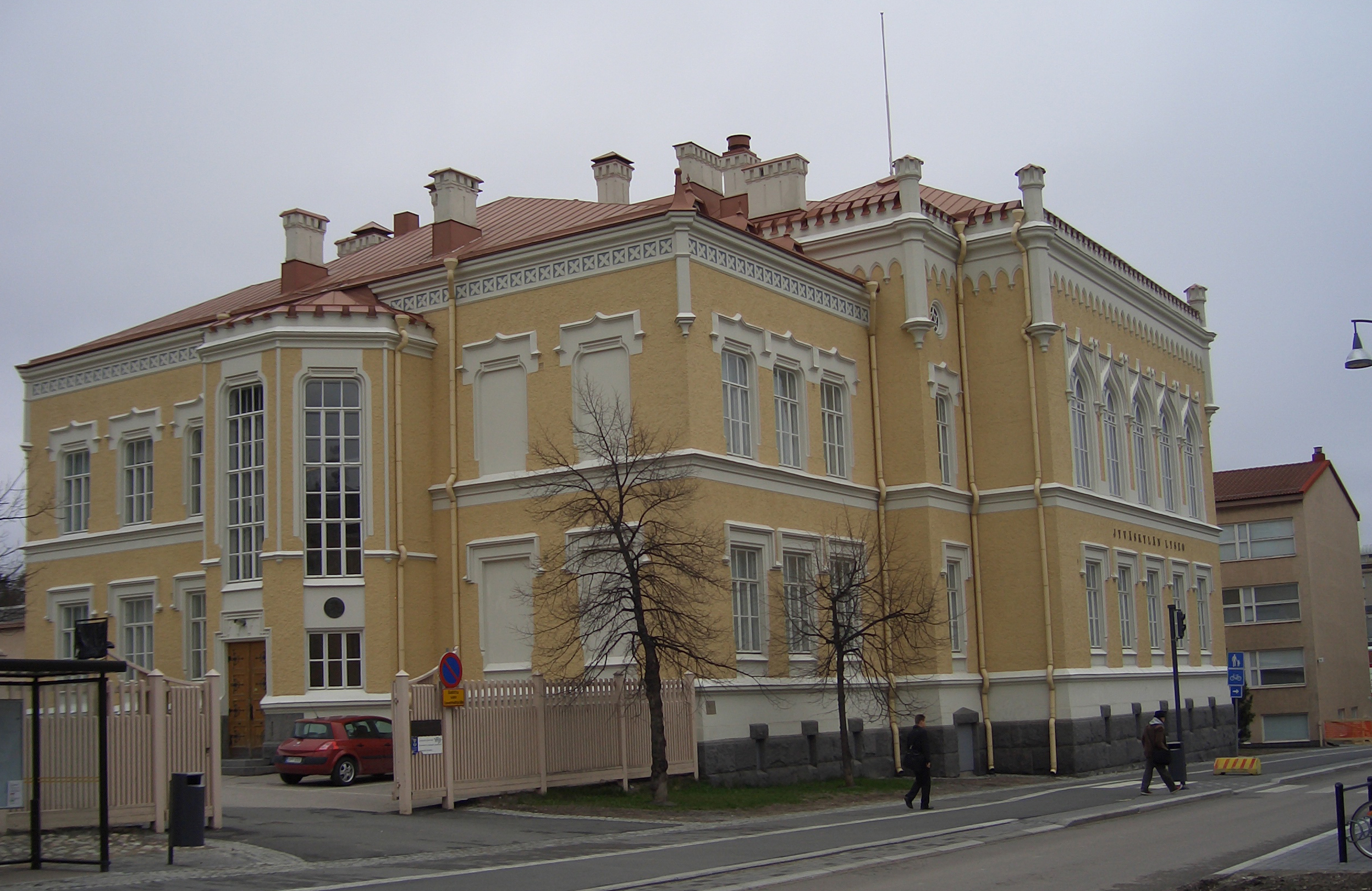
Lycée de Jyväskylä
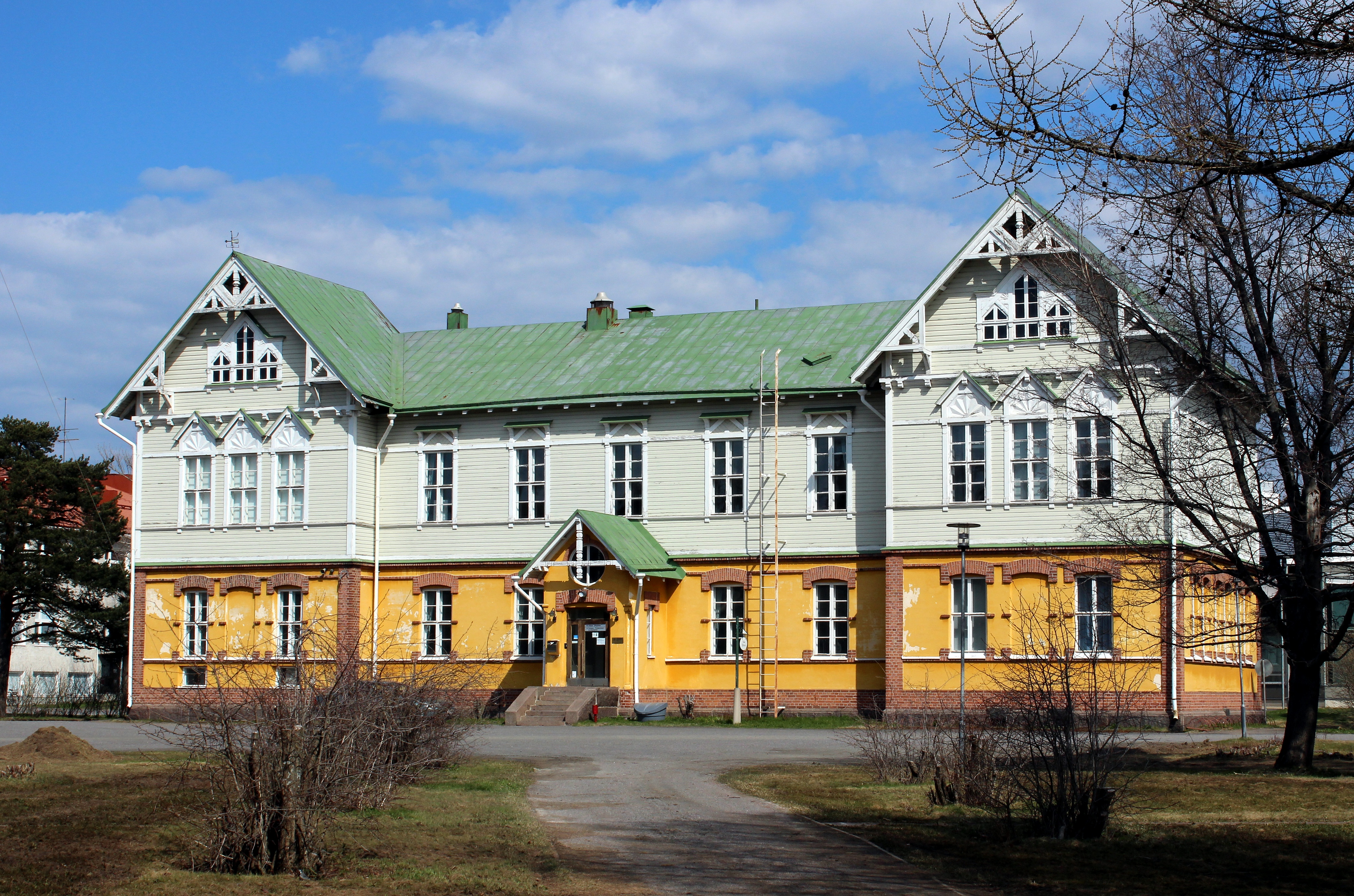
Séminaire de Raahe
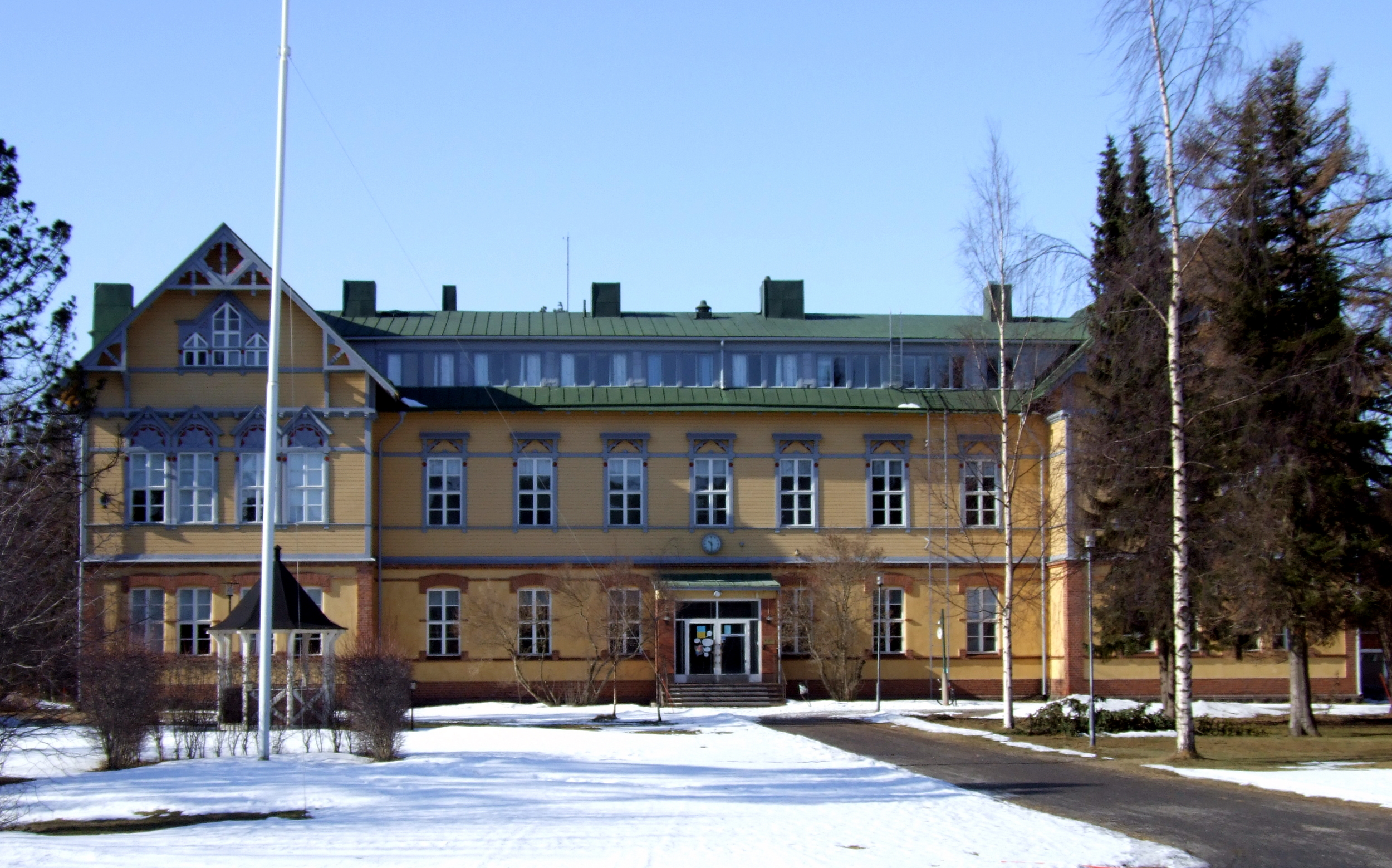
Séminaire de Raahe